# Zwodziciel z Sewilli i kamienny gość
Zwodziciel z Sewilli i kamienny gość (hiszp. El burlador de Sevilla y convidado de piedra) – dramat Tirsa de Moliny o don Juanie.

## Geneza utworu
W 1621 roku Tirso de Molina opublikował w Madrycie Los cigarrales de Toledo (Ogrody Toledo) zbiór nowel, poezji lirycznej oraz trzech sztuk teatralnych. Zbiór ten doprowadził do wydania przez Juntę de Reformación (Radę ds. Naprawy Obyczajów) w dniu 6 marca 1625 roku dekretu potępiającego twórczość teatralną Tirsa, za skandal jaki wywołuje swoimi sztukami teatralnymi, pisanymi w świeckim stylu, które stanowią zachętę do niecnych czynów i szerzą zły przykład. Dekret skazał dramatopisarza na wypędzenie do któregoś z najodleglejszych klasztorów i zakaz pisania świeckich wierszy.
Wiosną 1625 roku Tirso wyjechał do Sewilli. Tu w następnych latach powstał  prawdopodobnie Zwodziciel z Sewilli, który, jako sztuka religijna, nie podlegał zakazowi. Sztuka została wydana drukiem w 1630 roku w Barcelonie jako dzieło Tirsa de Moliny w tomie Doce comedias nuevas de Lope de Vega y otros autor (Dwanaście komedii Lopego de Vegi i innych autorów). W latach 1653–1673 miała kilka kolejnych wydań nieznacznie różniących się między sobą, zawsze pod nazwiskiem Tirsa.

## Spór o autorstwo
W 1878 roku została odnaleziona nieznana dotąd wersja utworu, w formie luźnego, wyraźnie „pirackiego” druku, zatytułowanego Tan largo me los fiais (Tak odległy mi termin dajecie) pod nazwiskiem Pedra Calderona de la Barca. Utwór w 4/5 powtarza tekst Zwodziciela, w pozostałej części jest oryginalny (m.in. sławny opis Lizbony został w nim zastąpiony opisem Sewilli). E. Cotarelo i A. Castro na podstawie analizy rodzaju papieru i typografii wydania doszli do wniosku, że Tan largo pochodzi z ok. 1660 roku. Tłumaczyłoby to dlaczego dzieło, niezależnie od tego, kto je napisał, wydano pod nazwiskiem najsławniejszego, żyjącego dramaturga, zwłaszcza, że nieżyjący już od kilkunastu lat Tirso nie mógł zaprotestować.
Kolejny badacz D. W. Cruickshank doszedł do wniosku na podstawie analizy typografii, że wydanie odpowiada przedziałowi lat 1632–1635. Taka datacja czyni niezrozumiałym opatrzenie wydania nazwiskiem Calderona, który w tym czasie nie opublikował jeszcze ani jednego znaczącego utworu.
Część badaczy bazując na fakcie, że Tan largo w wielu miejscach podaje lekcję tekstu poprawniejszą pod względem logicznym, gramatycznym i językowym, uznaje go za wersję wcześniejszą od Zwodziciela. Blanca de los Rios uważa ją za pierwotną wersję utworu, napisaną przez Tirsa ok. 1616 roku. Alfredo Rodrquez López-Vasquez na podstawie analizy językowej, stylistycznej i metrycznej przypisał autorstwo utworu mało znanemu dramaturgowi Andresowi de Claromonte (1580–1626). Podobna analiza przeprowadzona wcześniej przez Blankę de los Rios doprowadziła ją z „matematyczną ścisłością” do przekonania, że autorem Tan largo jest Tirso. Jeszcze inni hispaniści uważają Tan largo i Zwodziciela za dwie wersje zaginionego oryginału, którego autorstwo przypisują Tirso de Molinie, Lopemu de Vedze, Andresowi de Claromonte lub jeszcze komuś innemu.

## Osoby
| Osoba                | Jej rola w dramacie                                |
| -------------------- | -------------------------------------------------- |
| Don Diego Tenorio    | ojciec don Juana, doradca królewski                |
| Don Juan Tenorio     | jego syn                                           |
| Katalinon            | służący Don Juana                                  |
| Król Neapolu         |                                                    |
| Don Oktawio          |                                                    |
| Don Pedro Tenorio    | stryj Don Juana, ambasador w Neapolu               |
| Markiz de la Mota    | kuzyn doni Anny                                    |
| Don Gonzalo de Ulloa | ojciec doni Anny, komandor zakonu Calatrava        |
| Król Kastylii        | Alfons XI (1312–1350)                              |
| Donia Anna de Ulloa  | córka Don Gonzala, zakochana w markizie de la Mota |
| Fabio                | służący                                            |
| Izabela              | księżna, zakochana w Don Oktawiu                   |
| Tisbea               | rybaczka                                           |
| Belisa, Aminta       | wieśniaczki                                        |
| Anfriso, Korydon     | rybacy                                             |
| Batricio, Gaseno     | wieśniacy                                          |
| Ripio                | służący Don Oktawia                                |

## Czas i miejsce akcji
Akcja utworu rozgrywa się za panowania króla Alfonsa XI (1312–1350), w Neapolu, w okolicach Tarragony, w Sewilli i w okolicach Lebriji.

## Treść

### Akt I
Don Juan próbuje uwieść donię Izabelę przebrany za jej ukochanego Don Oktawia. Na pomoc wołającej o ratunek kobiecie nadbiegają król Neapolu i Don Pedro. Don Pedro pozwala zbiec swemu bratankowi pod warunkiem, że opuści Włochy. Król oburzony, że pod jego bokiem donia Izabela umówiła się na schadzkę z Don Oktawiem, każe go aresztować. Don Pedro radzi mu wyjechać do Hiszpanii.
Okręt, którym płynęli Don Juan i jego sługa Katalinon rozbija się u brzegów Hiszpanii, w okolicach Tarragony. Rybaczka Tisbea ratuje Don Juana i zakochuje się w nim. Otrzymawszy obietnicę ślubu wpuszcza go do swojej alkowy. Zaprzysięga Don Juana na Boga, ten jednak nie przejmuje się przysięgą, przekonany, że termin zapłaty jest odległy. Nad ranem umyka na przygotowanych wcześniej koniach. Zrozpaczona dziewczyna chce ze sobą skończyć.
Na dworze królewskim Don Gonzalo, komandor zakonu Calatravy, składa królowi relację z podróży do Lizbony, największego hiszpańskiego miasta. Król obiecuje ożenić donię Annę, jego córkę, z Don Juanem.

### Akt II
Don Diego, ojciec Don Juana, powiadamia króla o szczegółach skandalu w Neapolu. Król postanawia w tej sytuacji ożenić Don Juana z donią Izabelą, a zjawiającego się przed nim Don Oktawia połączyć z donią Anną. Dodatkowo postanawia, że Don Juan ma się udać na wygnanie do Lebrijy.
Od spotkanego markiza de la Moty, dawnego kompana, Don Juan dowiaduje się, że jest on zakochany z wzajemnością w pięknej doni Annie, która ma być wydana za innego z rozkazu króla. W ręce Don Juana wpada liścik doni Anny, w którym obiecuje oddać się ukochanemu, na złość ojcu, który chce ją wydać wbrew jej woli i wzywa de la Motę do siebie na jedenastą. Don Juan informuje towarzysza o schadzce, przesuwa jednak wyznaczoną godzinę na dwunastą. De la Mota proponuje Don Juanowi, by się zabawił, udając go przed pewną Beatrycze. Don Juan pożycza więc jego płaszcz, udaje się jednak na schadzkę wyznaczoną przez donię Annę de la Mocie. Donia Anna odkrywa podstęp. Obudzony przez córkę Don Gonzalo przybywa jej na pomoc, ginie jednak z ręki Don Juana, który ucieka z pałacu, oddaje płaszcz de la Mocie i oddala się. Straż królewska aresztuje de la Motę jako zabójcę komandora.
Don Juan tymczasem, bardzo rad ze swego figla, wysłuchuje napomnień ojca i zgodnie z rozkazem królewskim wyjeżdża do Lebrijy. Zwabiony odgłosami zabawy zjawia się na wiejskim weselu Batricia i Altiny.

### Akt III

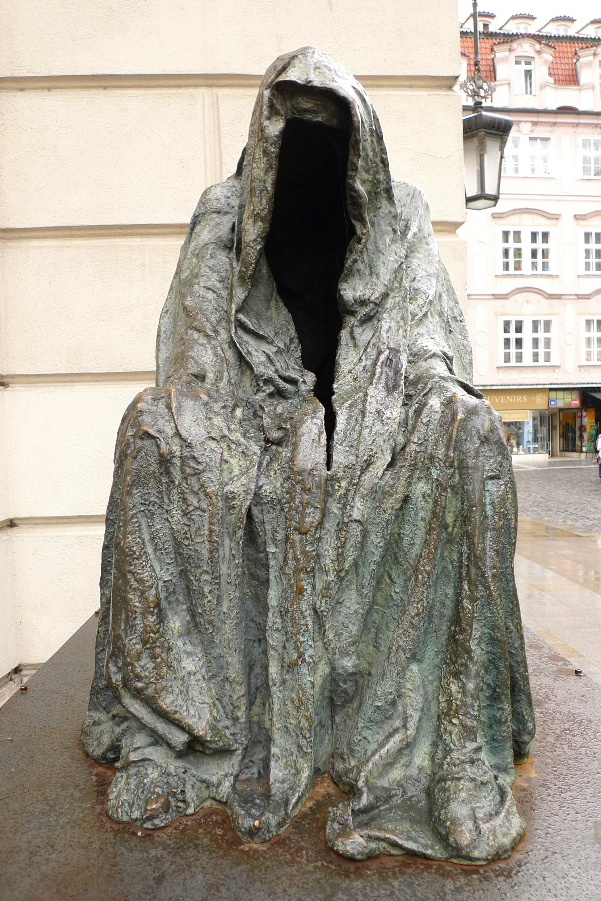
Posąg Komandora przy Stavovském divadle w Pradze

Postanowiwszy uwieść pannę młodą Don Juan przekonuje Batricia, że Aminta była jego kochanką i wezwała go, by przeszkodził jej ślubowi. Amincie obiecuje, że ją poślubi i uczyni księżną. Zgadza się przysiąc na Boga, żartuje sobie jednak, że ukarać go może tylko zmarły, bo żywych się nie obawia.
Izabela w drodze na dwór królewski spotyka Tisbeę, która opowiada jej o swym nieszczęściu. Księżna obiecuje jej pomóc. Don Juan tymczasem mimo zakazu królewskiego i niebezpieczeństwa grożącego mu ze strony okpionych kochanków Don Oktawia i de la Moty, zjawia się ponownie w Sewilli. Znalazłszy się przypadkiem na cmentarzu przed posągiem Komandora, zaprasza go na wieczerzę. Komandor przybywa na zaproszenie, ku przerażeniu służby. Spożywa posiłek i prosi Don Juana o rewizytę w jego kaplicy grobowej.
Król tymczasem postanawia wydać osadzonego w twierdzy de la Motę za donię Annę. Oktawio prosi o zgodę na pojedynek z Don Juanem, ale król odmawia. Ojciec Aminty prosi Oktawia o pomoc w doprowadzeniu do skutku obiecanego ślubu córki z Don Juanem. Oktawio obiecuje przedłożyć sprawę królowi. Komandor podejmuje Don Juana i Katalinona żmijami, skorpionami i żółcią z octem, po czym obwieszcza Don Juanowi kres Bożej cierpliwości. Don Juan pada martwy od uścisku ręki Komandora, wołając o spowiednika. Grobowiec zapada się.
Przed królem stają Batricio i Tisbea, którzy przedkładają mu swe krzywdy. Aminta prosi o zgodę na ślub z Don Juanem. De la Mota ujawnia, że to nie on zabił Komandora. Król każe oddać Don Juana katu. Katalinon, cudem ocalały, relacjonuje okoliczności śmierci swego pana. Król łączy Oktawia z Izabelą a de la Motę z donią Anną.

## Źródła
Badacze odnajdywali źródła pierwowzoru postaci Don Juana w europejskim folklorze średniowiecznym od Sycylii po Danię i od Portugalii po Morawy. Korpus legendy sprowadza się do tego, że młody nicpoń kopie leżącą czaszkę po czym zaprasza ją na wieczerzę. Czaszka korzysta z zaproszenia i udziela hultajowi lekcji. Na tym jednak podobieństwa się kończą, niecnotę ratuje bowiem od śmierci noszony na szyi szkaplerz. W legendach z Hiszpanii i Bretanii zamiast czaszki pojawia się pomnik nagrobny. Legendarni hulacy nie zdradzają jednak pociągu do kobiet, czaszka wypełnia swoje zadanie już podczas pierwszej wieczerzy i to nieostatecznie.
Więcej podobieństw łączy historię Don Juana z bohaterem dramy wystawionej w 1615 roku w jezuickim kolegium w Ingolstadt. Utwór nosił tytuł Von Leontio, einem Grafem, welcher durch Machiavellum verfürt, ein erschrecklisches Ende genommen, a jego bohater hrabia Leontio, raczej bezbożny bluźnierca i machiawelista niż uwodziciel, wymierza kopniaka walającej się na cmentarzu czaszce i zaprasza ją do siebie na wieczerzę. Czaszka okazuje się dziadkiem bohatera i by udowodnić mu istnienie życia pozagrobowego porywa go ze sobą do piekła. Historia Leontia skłoniła badaczy przełomu XIX i XX wieku do zaprzeczania hiszpańskiego pochodzenia legendy o Don Juanie. Giuseppe Farinelli szukał jej źródeł we Włoszech, a Gendarme de Bevotte zaproponował potraktowanie tej opowieści jako mitu ogólnoeuropejskiego.
Menendez Pidal i Said Armeto odnaleźli wszakże w folklorze hiszpańskim kilka romanc zawierających podstawowe motywy dramatu, które wzmacniają tezę o hiszpańskim pochodzeniu legendy. Jedna z nich opowiada o młodym kawalerze czekającym w kościele na swą damę, który znieważa posąg zmarłego, a następnie zaprasza go na wieczerzę. Kamienny Gość (Convidado de piedra) przybywa na zaproszenie i domaga się rewizyty w swojej kaplicy grobowej. Odważny młodzieniec przybywa do kaplicy, gdzie czeka na niego otwarty grób, przed śmiercią ratuje go jednak relikwiarz. W innej z romanc rewizyta w cmentarnej kaplicy kończy się dla młodego hulaki śmiercią. Konstrukcja tych opowieści jest niewątpliwie bliższa Zwodzicielowi. Zawiera motyw erotyczny, dwukrotnej wieczerzy i kary wymierzonej bezbożnikowi.
Badacze odnaleźli też szereg motywów przypominających te, których użył Tirso, w sztukach hiszpańskich autorów z lat 1600–1617. W Los embustes de Celauro (Szelmostwach Celaura) Lopego de Vegi z ok. 1600 roku tytułowy bohater ucieka się do kłamstw i oszustw, by zrujnować małżeństwo Fulgencji z Lubracjem. W pochodzącym z 1612 roku El villano en su rincón (Wieśniaku w swoim zakątku), tegoż autora, pojawia się motyw podwójnego zaproszenia i figury nagrobnej, która przychodzi na ucztę. Wątek miłosny Gili, bohaterki La serrana de la vera (Góralki spod lasu), Luisa Veleza de Guevary z 1613 roku, ma wiele wspólnego z historią Tisbei, a w finale, pochodzącej z 1617 roku De esta aqua no bebere (Nigdy nie mów nigdy) Andresa de Claromonte, pojawia się postać wcześniej uznana za zmarłą.

## Postać Don Juana

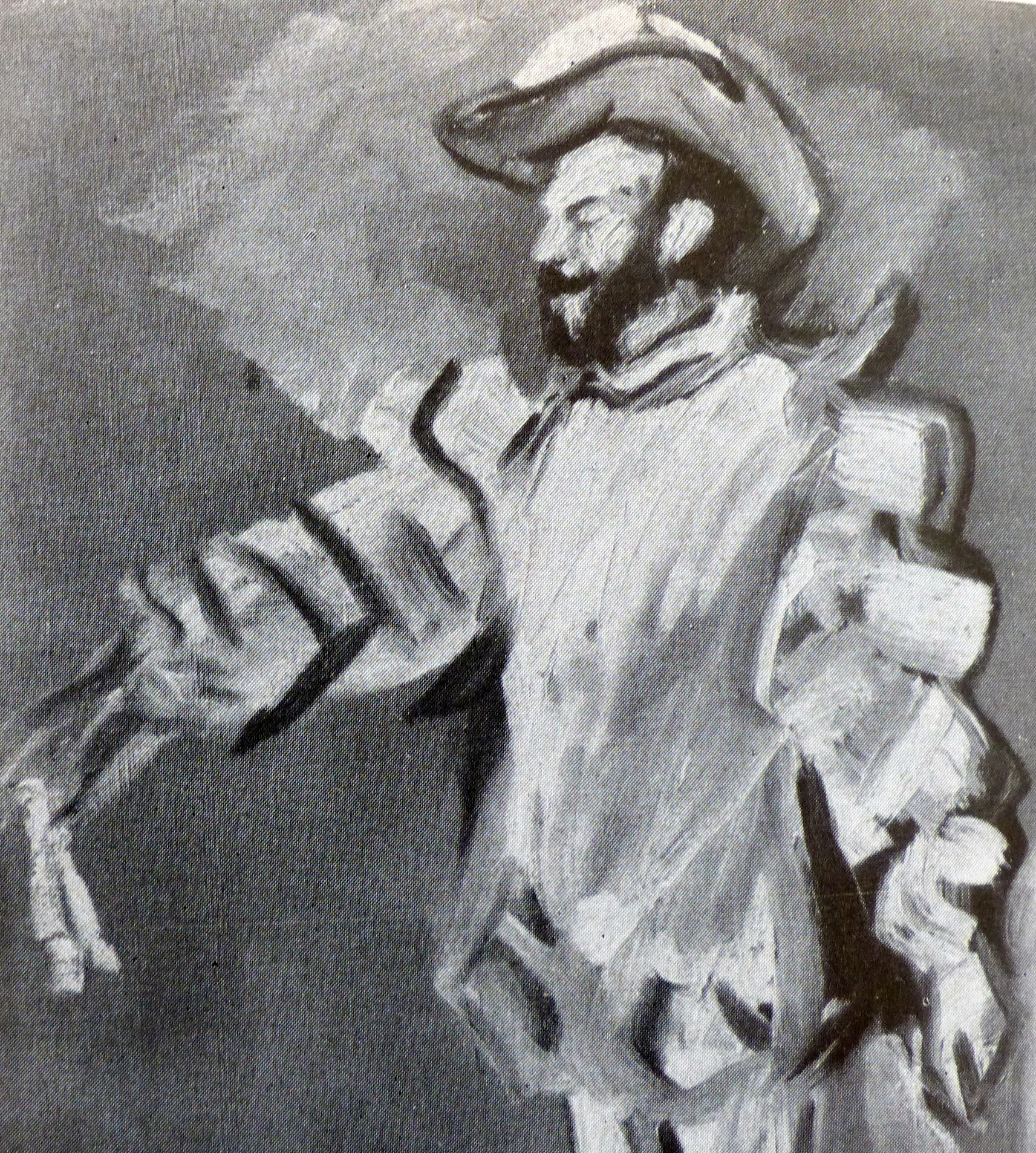
Francisco Andrade jako Don Juan, rysunek Maxa Slevogta, 1902

Don Juan Tirsa nie komentuje własnych czynów. Racje jego postępowania nie mają charakteru dyskursywnego lecz biologiczno-społeczny. Jest przystojny, należy do wpływowej warstwy społecznej, podobają mu się kobiety i sam się podoba. Jest więc do pewnego stopnia skazany na rolę, jaką odgrywa. Odmieniając swe życie działałby przeciw własnej naturze, tak jak uchylając się od konfrontacji z Komandorem, naraziłby na szwank swoją dumę i poczucie osobistej godności (Nieboszczyk tchórzem mógłby mnie obwołać). Jego sytuacja jest tym bardziej tragiczna, że dokonuje swoich wyborów jako wierzący chrześcijanin, świadomy ich metafizycznego znaczenia.
Tirsowski Don Juan nie jest narcyzem czy szczególnie wyrafinowanym uwodzicielem. Jego metody są mało subtelne. Od przygód erotycznych ważniejsza jest dlań satysfakcja, jaką daje mu oszukanie i pozbawienie czci swych ofiar. Wykorzystuje cudze słabości i złudzenia. Bezkarność, którą zawdzięcza swojej pozycji w skorumpowanym społeczeństwie, kończy się jednak w chwili konfrontacji z rzeczywistością nadprzyrodzoną, wobec której nic nie pomogą przywileje i sztuczki. Zostaje ukarany nie za zamiłowanie do cielesnych uciech, ale za lekceważenie kolejnych ostrzeżeń przed czekającym go sądem Bożym. W pewnym sensie jest to więc dramat z tezą, w którym Tirso ostrzega wszystkich, którzy żyją chwilą, że nie ma terminu, który by nie nadszedł, ani długu, którego nie trzeba spłacić.

## Konstrukcja dramatu
Pierwsza część utworu, do momentu pojawienia się posągu Komandora, ma charakter wesołej i barwnej komedii płaszcza i szpady, a miejscami nawet farsy. Potem atmosfera stopniowo się zagęszcza, nabierając wręcz wzniosłości w scenie tragicznej śmierci Don Juana. Autor stopniuje napięcie, aż do kulminacji w scenie finałowej.
W toku akcji, postaci Zwodziciela ulegają wyraźnej degradacji, podczas gdy Don Juan wyrasta stopniowo na bohatera tragicznego. Ujawnia się to szczególnie wyraźnie w ostatniej scenie, w której gromadzą się ci wszyscy, których wcześniej skrzywdził. Na jaw wychodzą wówczas urażone ambicje, erotyczne kompleksy, cyniczne rachuby związane z korzystnym ożenkiem, egoizm. Nawet postać Komandora, który nie wiadomo skąd ostatecznie przybywa z nieba czy z piekła, nabiera pewnej ambiwalencji.
Mechaniczną powtarzalność przygód miłosnych głównego bohatera autor równoważy narastającą atmosferą metafizycznego zagrożenia. Napomnienia stryja, ojca, Katalinona, Tisbei i Aminty, pojawienie się posągu Komandora, sprawiają, że coraz bardziej zagęszcza się przestrzeń, w której porusza się Don Juan. Niebo się niecierpliwi. Każda kolejna przygoda rozgrywa się w innych okolicznościach planu nadziemskiego i ma odmienną wymowę dramatyczną. Dlatego tragiczny finał sprawia wrażenie czegoś absolutnie koniecznego i oczywistego.

## Znaczenie dramatu
Zwodziciel jest jednym z najważniejszych utworów teatru hiszpańskiego Złotego Wieku. Jego autor powołał w nim do życia jedną z najbardziej uniwersalnych postaci literackich zachodniej Europy, która doczekała się licznych nowych wersji i interpretacji. Do najznakomitszych należąː Don Juan Moliera, Don Giovanni Mozarta i da Pontego i Don Juan Byrona.

## Ciekawostki
- W Hiszpanii jedna z dwóch późniejszych wersji Zwodzicielaː No hay plazo que no se cumpla (Nie ma terminu, który by nie nadszedł) Antonia de Zamara z początku XVIII wieku lub Don Juan de Tenorio José Zorilli (1844) jest wystawiany w dniu Wszystkich Świętych lub w Dzień Zaduszny[21].
- Don Gonzalo opowiada królowi Alfonsowi XI (1312–1350) o urokach Lizbony, największego miasta królestwa Hiszpanii, chociaż Lizbona znalazła się w granicach Hiszpanii dopiero w 1580 roku w wyniku unii personalnej królestw Hiszpanii i Portugalii[22].
- Z relacji Komandora wynika, że w Lizbonie przygotowuje się do zbrojnej wyprawy na Tanger, Ceutę lub Goa krewny króla Alfonsa, król Jan. Pierwszy portugalski władca tego imienia rządził w latach 1384–1433. Rzeczywiście przyłączył Ceutę do Portugalii w 1415 roku. Tanger znalazł się w rękach portugalskich w 1471 roku, a Goa w 1510[21].